# گردهمایی کیوسو

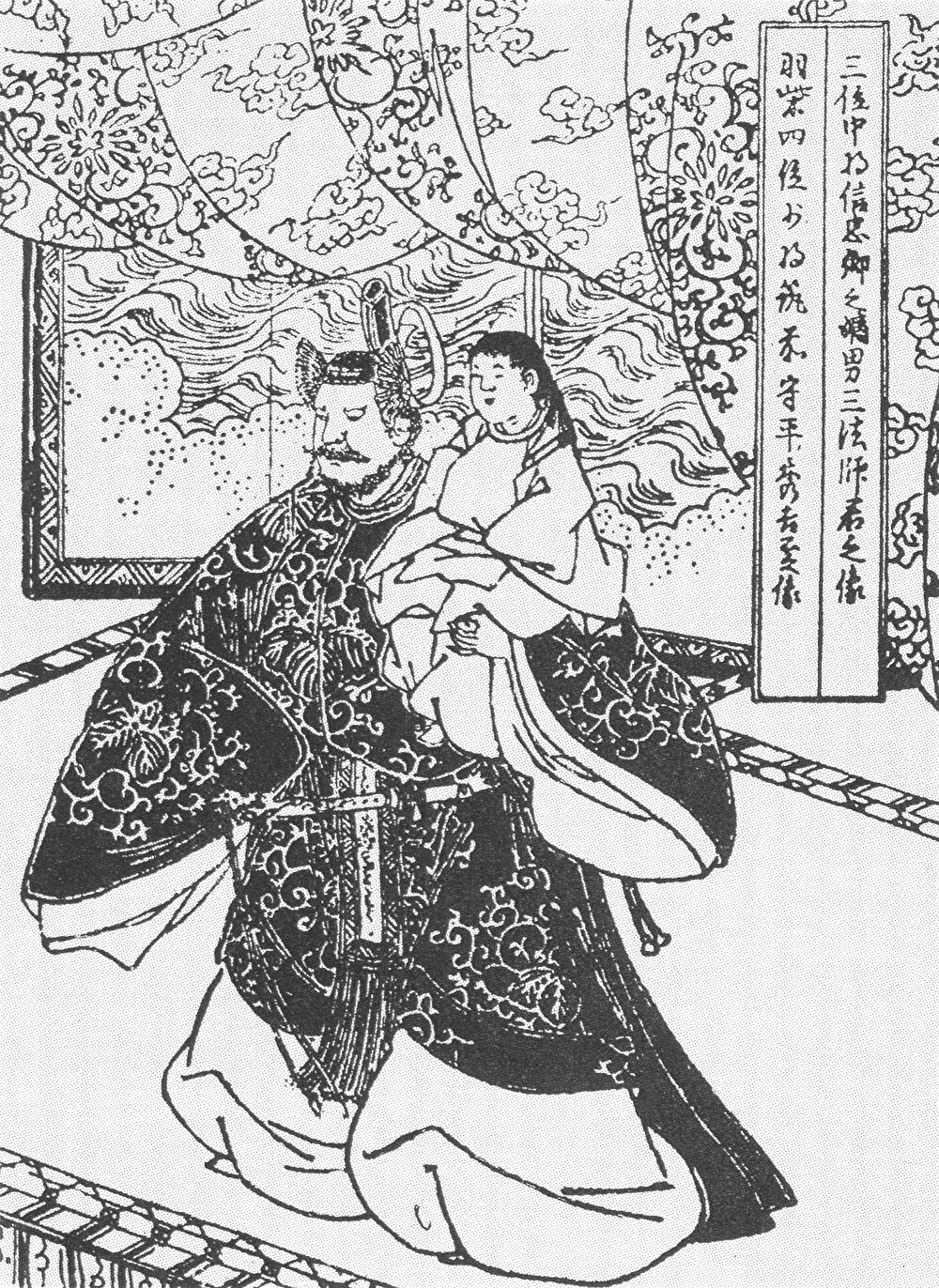
تویوتومی هیده‌یوشی در این گردهمایی نوه اودا نوبوناگا را بر دوش گرفته‌است.

گردهمایی کیوسو (به ژاپنی: 清洲会議)، شورای کیوسو گردهمایی بود که پس از مرگ اودا نوبوناگا در حادثه معبد هوننو بر سر تعیین جانشینی نوبوناگا در روز ۱۶ اوت ۱۵۸۲ در قلعه کیوسو برگزار شد.
در دوره سنگوکو، اودا نوبوناگا شروع به گسترش قلمروی خود می‌کند اما درست کمی از تسلط بر تمامی خاک ژاپن در حادثه معبد هوننو به همراه پسر ارشدش اودا نوبوتادا جان خود را از دست می‌دهد. تویوتومی هیده‌یوشی مدت کمی پس از این واقعه موفق می‌شود که آکچی میتسوهیده عامل این کودتا را از بین ببرد.
در این گردهمایی، شیباتا کاتسوایه، نیوا ناگاهیده، ایکدا تسونه‌اوکی و تویوتومی هیده‌یوشی شرکت داشتند. قرار بود تاکیگاوا کازوماسو نیز در این گردهمایی شرکت کند اما بعد درست بعد از شکست وی در نبرد کاناگاوا در برابر خاندان هوجوی اخیر این گردهمایی انجام گرفت و وی نتوانست به موقع به قلعه کیوسو برسد. یا بر طبق یک فرضیه به علت شرمساری در این شکست مایل به شرکت در این گردهمایی نبوده‌است.
پسر سوم نوبوناگا، اودا نوبوکاتسو (۱۵۵۸ – ۱۶۳۰) و پسر دوم وی اودا نوبوتاکا (۱۵۵۸–۱۵۸۳) در اصل دو نامزد اصلی برای جانشینی پدرشان بودند اما هیده‌یوشی اصرار داشت چون اودا نوبوتادا پسر ارشد نوبوناگا در حادثه معبد هوننو جان خود را از دست داده، پسر ارشد نوبوتادا که در آن زمان سه ساله بود و اودا هیده‌نوبو (۱۶۰۵–۱۵۸۰) نام داشت، باید جانشین پدربزرگش شود. در نهایت تصمیم بر این شد که نوه نوبوناگا به عنوان جانشین و رهبر خاندان اودا انتخاب شود و دو عموی وی وظیفه نظارت بر وی را تا رسیدن به سن بلوغ برعهده داشته باشند.

## شرکت‌کنندگان در گردهمایی
|  |  |  |  |